# Charlotte Dipanda

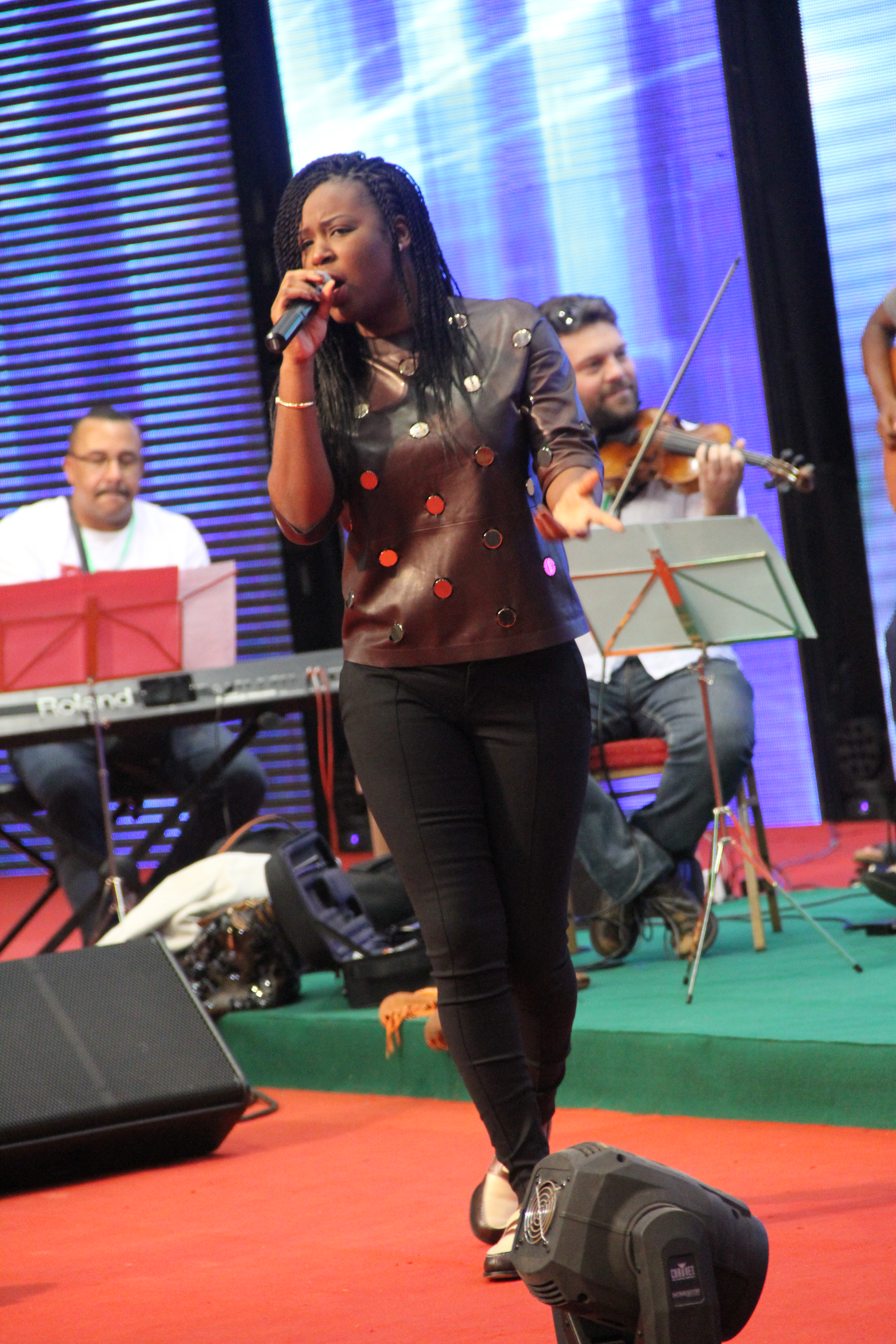
Charlotte Dipanda

Charlotte Dipanda (* 1985 in Yaoundé, Kamerun) ist eine kamerunische Afropop-Sängerin. Sie produziert vornehmlich akustische Musik und singt in Französisch; ihre Muttersprachen sind Bakaka und Douala.
Ihr erstes Album nahm Dipanda 2002 mit dem Gitarristen Jeannot Hens auf. Entdeckt wurde sie von dem Musiker Lokua Kanza, bei einer Open-Mic-Session in einem Club in Yaoundé. Sie siedelte nach Frankreich über und arbeitete u. a. mit Papa Wemba. Dipanda sang die Background Vocals für eine Reihe von  Musikern wie der Sängerin Axelle Red, dem Vibraphonspieler Manu Dibango und der Sängerin Rokia Traoré.
Die größte Bekanntheit erlangte Charlotte Dipanda in Europa, wo sie auch die meisten Konzerte spielte. Sie spielte jedoch auch im Palais des sports in Yaoundé. Mispa, ihr erstes Solo-Album, erschien 2008. 2014 erschien Massa.